# Acacia menabeensis
Acacia menabeensis é uma espécie de leguminosa do gênero Acacia, pertencente à família Fabaceae.